# Drusus und die Wahrsagerin
|  | Dieser Artikel oder Abschnitt wurde wegen inhaltlicher Mängel auf der Qualitätssicherungsseite des Projekts Germanen eingetragen. Dies geschieht, um die Qualität der Artikel aus diesem Themengebiet auf ein akzeptables Niveau zu bringen. Bitte hilf mit, die Mängel dieses Artikels zu beseitigen, und beteilige dich an der Diskussion! |

Drusus und die Wahrsagerin ist eine Sage, welche zur Römerzeit im Bereich des heutigen Magdeburg spielt.

## Sage
Nachdem Drusus nach schweren Kämpfen im Bereich des heutigen Magdeburgs die Elbe erreicht hatte, ließ er zum Zeichen seines Sieges über die Semnonen und Hermunduren Denkmale und Säulen errichten. Im Gebiet von Magdeburg gar einen Tempel, welcher Venus geweiht wurde. Auf einen Ritt in den Wäldern traf er auf eine übermenschlich große Wahrsagerin. Die Wahrsagerin fragte an Drusus gewandt: Wohin in aller Welt willst du, unersättlicher Drusus? Starr vor Schreck war Drusus zu keiner Antwort im Stande. So sprach dann die Wahrsagerin weiter Kehr um, denn das Ende deiner Taten und deines Lebens ist da!. Drusus beherzigte die Warnung der Wahrsagerin und machte sich auf dem Rückweg. Die Heimat jedoch erreichte der trotz allem nicht, da er auf dem Weg zum Rhein an den Folgen eines Unfalls starb.

## Geschichtliche Hintergrund
Drusus, ein Stiefsohns Augustus, erhielt zu Beginn des Jahres 12 v. Chr. den Oberbefehl über eine Streitmacht von 60.000 Mann Fußvolk und Reitern für eine Offensive gegen die Germanen, eingegangen in die Geschichte als Drusus-Feldzüge. Auf dem Weg zurück aus dem Gebiet der Cherusker zum Rhein, stürzte er vom Pferd und verstarb an den Folgen.